# 박지현 (희극인)
박지현(1993년 9월 25일 ~ )은 대한민국의 SBS 웃찾사 출신 개그우먼이다.

## 출연작

### 방송
- 《웃찾사》 (SBS)
  - 《종규삼촌》 (2013.04.14 ~ 2014.01.03)
  - 《누명의 추억》 (2013.12.13 ~ 2014.10.24)
  - 《엄마미아》 (2014.07.18 ~ 2014.09.05)
  - 《기묘한 이야기》 (2014.11.07 ~ 2016.03.18)
  - 《말이오 말이지》 (2016.02.12 ~ 2016.03.11) 버섯돌이 역
  - 《덕후월드》 (2016.05.06 ~ 2016.10.05)
  - 《오마이갓걸》 (2016.09.28 ~ 2017.03.15) 뽀삐 역
  - 《남자의 심장》 (2017.03.22 ~ 2017.05.31) 단역
- 《개그투나잇》 (SBS)
  - 《종규삼촌》 (2013.01.19 ~ 2013.03.23)
- 《생방송 톡!톡! 보니하니》 (EBS1) 수구수구당당→사니 역
- 《WHY 최고다! 호기심딱지》시즌1, 시즌2, 시즌3, 시즌4 (EBS1) 호빵이, 인체 역
- 《코미디빅리그》 (tvN)
  - 《페이크 특공대》(2020. 04. 12 ~ 2020. 06. 21) 요원 역
- 《흔한남매》》초인사 역(2021~)
- 《급식왕》》호빵이 역(2018~2019)

### 영화
- 《캣츠토피아》 - 맥 역 (목소리)

## 그 외 활동

### 앨범
- 너모야 - 오마이갓걸 (2017년)

### 유튜브
- 박이안TV